# (175017) Záboří
(175017) Záboří est un astéroïde de la ceinture principale.

## Description
(175017) Zabori est un astéroïde de la ceinture principale. Il fut découvert le 28 mars 2004 à l'observatoire Kleť par le projet KLENOT. Il présente une orbite caractérisée par un demi-grand axe de 2,73 UA, une excentricité de 0,10 et une inclinaison de 10,2° par rapport à l'écliptique.

## Compléments